# 786-й истребительный авиационный полк ПВО
786-й истребительный авиационный полк ПВО (786-й иап ПВО) — воинская часть истребительной авиации ПВО, принимавшая участие в боевых действиях Великой Отечественной войны, вошедшая в состав ВВС и ПВО России, расформированная в 2001 году.

## Наименования полка

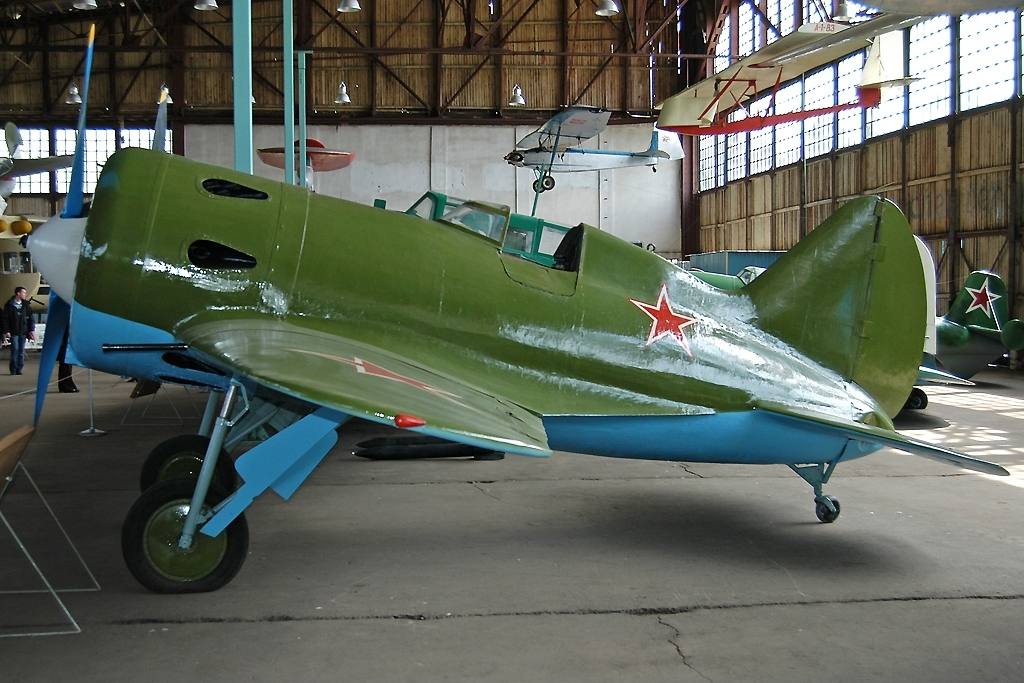
Самолет И-16 стал первым из освоенных полком

За весь свой период существования полк не менял своего наименования:
- 786-й истребительный авиационный полк ПВО[1][2];
- Войсковая часть (полевая почта) 36648[1][2].

## История и боевой путь полка
786 истребительный авиационный полк сформирован в феврале 1942 года в ВВС Московского военного округа на аэродроме посёлка Правдинск Горьковской области на основе ночной истребительной эскадрильи, сформированной в сентябре 1941 года в Брянске, по штату 015/174 на самолётах И-16. Включен в состав 142-й истребительной авиадивизии ПВО.
В ноябре 1942 года полк переформирован по штату 015/134 и пополнен истребителями ЛаГГ-3. С 31 декабря 1942 года приступил к боевой работе в составе 142-й истребительной авиадивизии ПВО Горьковского района ПВО на самолётах ЛаГГ-3 и И-16.
Первая (и единственная) известная воздушная победа полка в Отечественной войне одержана 18 июня 1943 года: капитан Воронович В. И. в воздушном бою в районе города Горький сбил немецкий бомбардировщик Heinkel He 111.
С 29 июня 1943 года вместе со 142-й иад ПВО Горьковского района ПВО вошел в состав войск вновь образованного Восточного фронта ПВО. Летал на самолётах Ла-5 и ЛаГГ-3. В декабре 1943 года полк перевооружен на английские самолёты Hawker Hurricane («Харрикейн»). 31 декабря 1943 года исключен из действующей армии. До конца войны входил в состав 142-й истребительной авиадивизии ПВО.
Всего в составе действующей армии полк находился: с 31 декабря 1942 года по 31 декабря 1943 года.
Всего за годы войны полком:
- Совершено боевых вылетов — 110
- Сбито самолётов противника — 1 (бомбардировщик)
- Свои потери (боевые):
  - лётчиков — 1
  - самолётов — 1

### Послевоенная история полка
Весь послевоенный период полк входил в состав истребительной авиации ПВО страны, дислоцируясь на аэродроме Правдинск Горьковской области (с 1992 года — Нижегородская область). В 1949 году полк перевооружен с Ла-7 на английские истребители Supermarine Spitfire («Спитфайр»-IX). В декабре 1952 года полк перевооружен на реактивные самолёты МиГ-15, а в 1955 году перевооружен на самолёты МиГ-17 и МиГ-17Ф. С 1959 года полк перевооружен на сверхзвуковые истребители МиГ-19.

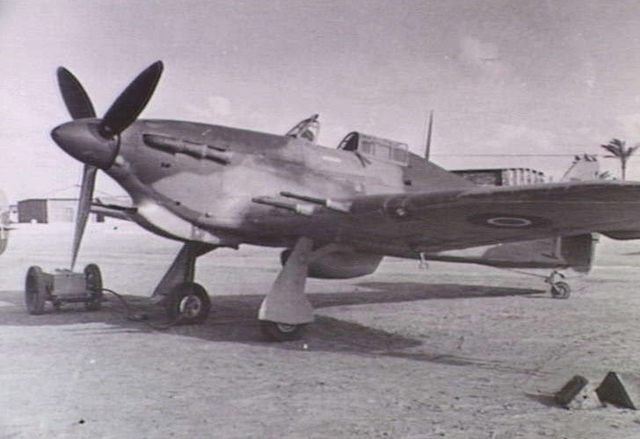
Самолёт Hawker Hurricane («Харрикейн»), пришедший в полк в декабре 1943 года

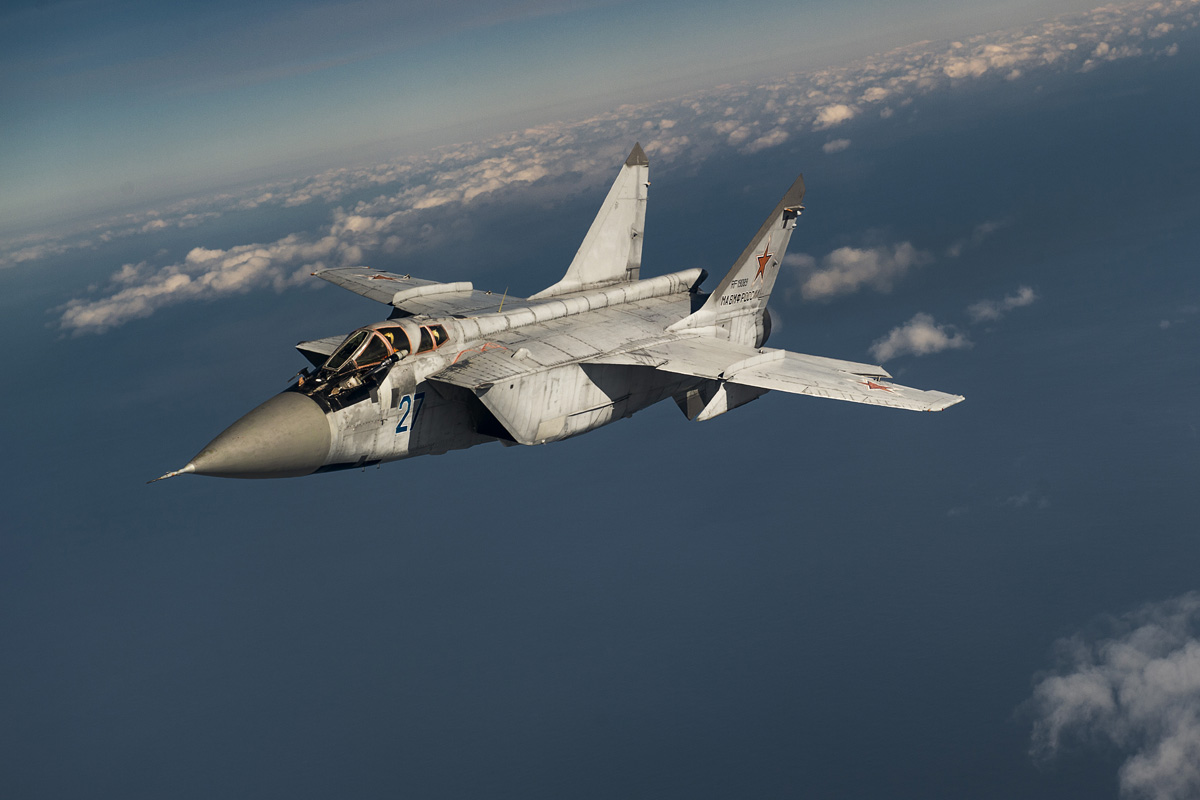
Самолёт МиГ-31 полк получил одним из первых в ПВО

В 1971 году полк первым из полков ПВО начал осваивать перехватчики МиГ-25П, а в 1981 году первым в войсках ПВО начал освоение и эксплуатацию МиГ-31. Полк много раз награждался переходящими Знамёнами и Грамотами, дважды — Вымпелом МО. С 1992 по 1998 годы входил в состав 148-го Центра боевой подготовки и переучивания личного состава ПВО (Саваслейка).
В августе 2001 года 786-й истребительный авиационный полк ПВО расформирован на аэродроме Правдинск на основе директивы МО РФ от 30.11.2000 г.

## Командир полка
- капитан Долгополов Иван Афанасьевич, 1941—1943
- майор Макаренко Иван Павлович 1943—1944
- майор Глебов Петр Андреевич 1944—1946
- полковник Шалыганов Сергей Васильевич 1946—1948
- полковник Пономарчук Степан Ефремович 1948—1949
- полковник Воронин Иван Иванович 1949—1951
- полковник Доброхотов Василий Петрович 1951—1955
- подполковник Коцарь Василий Иванович 1955—1960
- полковник Чуранов Михаил Сергеевич 1960—1965
- полковник Бородин Владимир Андреевич 1965—1971
- полковник Царьков Владимир Андреевич 1971—1973
- подполковник Андреев Владимир Иванович 1973—1975
- подполковник Топораш Вячеслав Филиппович 1975—1978
- подполковник Разуваев Петр Игнатьевич 1978—1981
- полковник Гоголев Геннадий Васильевич 1981—1985
- полковник Захарченко Александр Федорович 1985—1987
- полковник Шмаков Сергей Михайлович 1987—1994
- подполковник Миленин Олег Владимирович 1994—1999
- полковник Гусев Валерий Николаевич 1999—2001